# 八郎桥
八郎桥，位于浙江省温州市苍南县灵溪镇，是一座建于宋代的古桥，现为苍南县文物保护单位。

## 概况
桥梁位于灵溪镇鱼塘口社区、鱼塘口内河上，为东北—西南走向。桥梁形制为五孔石梁桥，全长18.8米，宽1.15米；桥墩由三根条石梯形叠砌，墩上有长短两层帽梁石托举桥面；桥面由三根桥板条石并排直铺而成；桥梁整体轻微呈现两端低、中间高的趋势。桥梁中孔桥板外侧刻有“淳熙丁未林七郎三官人造”题记，“淳熙丁未”即公元1187年，是为断年依据。桥梁结构稳固、保存完整，至今仍可通行。

## 保护
- 1997年，列为第三批县级文物保护单位[參 2]
- 2025年，桥梁状况不佳，文保部门拟对其展开修缮[參 3]

## 图片
- 文保碑
- 桥面
- 全景
- 全景

## 周边
- 渡龙宋桥：宋代古桥，苍南县文物保护单位